# Stampella

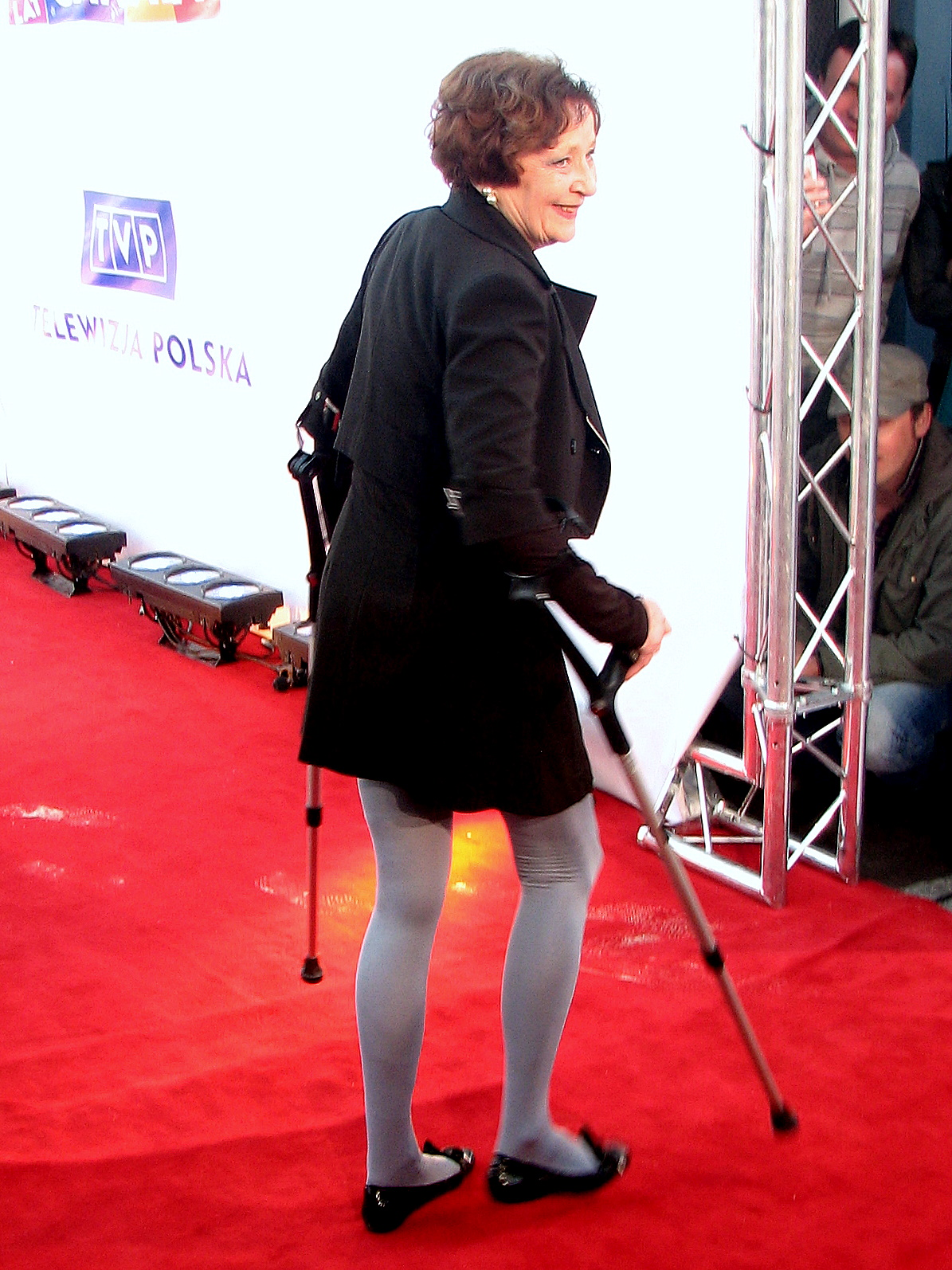
L'attrice polacca Ewa Dałkowska mentre cammina sorretta da due stampelle al XXXV Polish Film Festival

Una stampella è un ausilio per la mobilità utilizzato per contrastare una difficoltà motorie o di un infortunio che limita la capacità di camminare.

## Tipi
Ci sono diversi tipi di stampelle:
Avambraccio: stampelle con un bracciale alto per deambulare, conosciute anche come stampelle Lofstrand. Sono stati il tipo più comunemente usato in Europa, negli Stati Uniti e in Canada, sono stati quasi esclusivamente utilizzati da persone con permanenti o permanente disabilità. Tuttavia, i chirurghi ortopedici americani stanno cominciando a prescrivere stampelle avambraccio per i pazienti con più breve termine esigenze. Stampelle avambraccio vengono utilizzate facendo scivolare il braccio in un bracciale e tenendo premuto il grip. Il bracciale, tipicamente realizzato in plastica o metallo, può essere un semicerchio o un cerchio completo con uno a V apertura anteriore permettendo l'avambraccio di scivolare fuori in caso di caduta.
Ascellare: negli Stati Uniti e in Canada, le stampelle sotto le braccia vengono utilizzate più spesso da persone con temporanea disabilità o lesioni. Questi sono usati ponendo le pastiglie contro la cassa toracica sotto le ascelle e tenendo la presa, che è sotto e parallelamente al pad. Queste sono talvolta noti come stampelle ascellari.
Strutters: si tratta di una variante con le stampelle ascellari, incorporando suole grandi che rimangono sul pavimento o terra, mentre l'utente cammina. Essi consentono un'andatura migliore a piedi, e distribuire il peso corporeo per ridurre il rischio di danni ai nervi causati da stampelle ascellari.
Piattaforma: questi sono meno comuni e utilizzati da quelli con impugnatura poveri a causa di artrite, paralisi cerebrale, o di altra condizione. Il braccio poggia su una piattaforma orizzontale, ed è legato al suo posto. La mano poggia su una impugnatura che, se opportunamente progettata, può essere inclinato opportunamente a seconda della disabilità dell'utente.
Leg Support: questi non tradizionali stampelle sono utili per gli utenti con un infortunio o una disabilità che colpisce una gamba inferiore. Essi operano da reggette la gamba interessata in un telaio di supporto che contiene contemporaneamente la gamba dal suolo durante il trasferimento del carico da terra al ginocchio dell'utente o coscia. Questo stile di stampella ha il vantaggio di non utilizzare le mani o le braccia mentre si cammina. Un vantaggio è che ha sostenuto parte superiore della coscia atrofia si riduce anche perché la gamba colpita rimane in uso. A differenza di altri stampella questi disegni sono inutilizzabili per il bacino, anca o lesioni coscia e in alcuni casi anche per infortuni al ginocchio. Bastoni da passeggio o bastoni servono a uno scopo identico a stampelle, ma sono tenute solo in mano e hanno una limitata capacità di carico a causa di questo.
A Zeta: nel momento del passo, nell'istante in cui tutto il peso del corpo si concentra sulla stampella la posizione della stampella a zeta è perfettamente perpendicolare al terreno. Il peso si scarica a terra con un angolo di 90°, con meno rischi di caduta e più sicurezza anche su pavimenti scivolosi e terreni insidiosi. La naturale impostazione della camminata grava molto meno sulle spalle e sulla schiena rispetto alle altre stampelle ed obbliga gli utilizzatori a tenere una postura eretta: camminare è meno faticoso.

## Informazioni sull'uso
Altre andature vengono utilizzate quando entrambe le gambe sono ugualmente colpiti da qualche disabilità.
Con le stampelle sotto le ascelle, a volte un asciugamano o un qualche tipo di copertina morbida è necessaria per prevenire o ridurre gli infortuni sotto al braccio. Una condizione nota come paralisi stampella, o paralisi stampella possono derivare dalla pressione sui nervi sotto l'ascella, o ascellare. In particolare, "il plesso brachiale nel cavo ascellare è spesso danneggiata dalla pressione di una stampella. In questi casi la radiale è il nervo più frequentemente implicato; il nervo ulnare soffre successivo frequenza ".

## Dispositivi alternativi
La sedia a rotelle è un'alternativa possibile per i pazienti che non possono usare o a cui non piace usare le stampelle. Questo dispositivo a ruote ha un'ulteriore limitazione, poiché non può essere usato per salire le scale.

## Materiali
- Legno
- Metallo leghe (più spesso in acciaio, leghe di alluminio, leghe di titanio)
- Materiale termoplastico
- Polimeri rinforzati in fibra di carbonio

## Brevetti e invenzioni
Emile Schlick, un ingegnere francese, ha brevettato un bastone da passeggio che ha fornito un supporto obliquo al limite superiore per riposare l'avambraccio. Questa invenzione è stata brevettata nel primo Nancy (Francia) il 7 maggio 1915. Philipp Cederstom ha brevettato un simile dall'aspetto stampella canna. Infine, l'invenzione di AR Lofstrand, Jr., che ha depositato il brevetto nel 1945, consiste in una regolazione di lunghezza della stampella. Negli Stati Uniti, stampelle avambraccio sono anche a volte chiamate "Lofstrands", stampelle canadesi (in quanto sono comunemente utilizzati in Canada), stampelle gomito o anche a piedi Easies (Easy Walk è un marchio).
Diverse varianti di dispositivi per la mobilità a piedi e sono apparsi sul mercato, in particolare uno chiamato la stampella avambraccio Strongarm, che è una combinazione tra una tradizionale e bastone da passeggio stampelle avambraccio. L'inventore della Stampella avambraccio Strongarm, Michael E. Adams di questo dispositivo brevettato.
Un altro brevetto è quello descritto sulla A1 da Cappiello et altri, una stampella regolabile, costruita in un unico pezzo su cui si muove avambraccio è manopola. La novità risiede nella sezione ovale e forma curva dell'asta che permette una fabbricazione in fibra di carbonio senza elementi meccanici di unione.

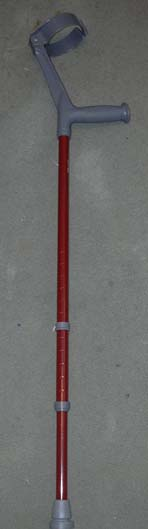
Stampelle Avambraccio
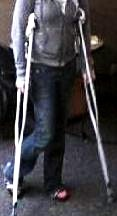
Stampelle Ascellari
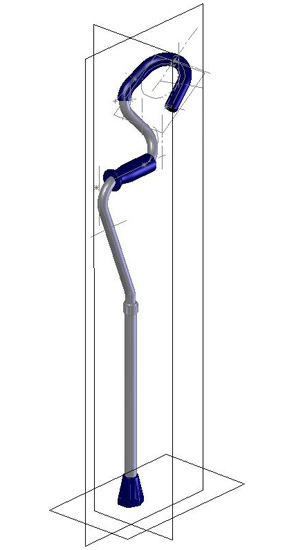
Stampella multifunzione
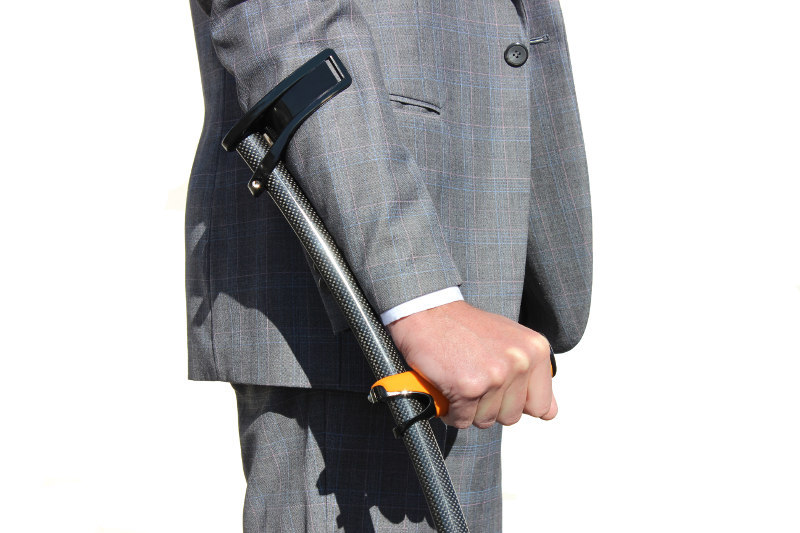
Stampella Canadese in carbonio
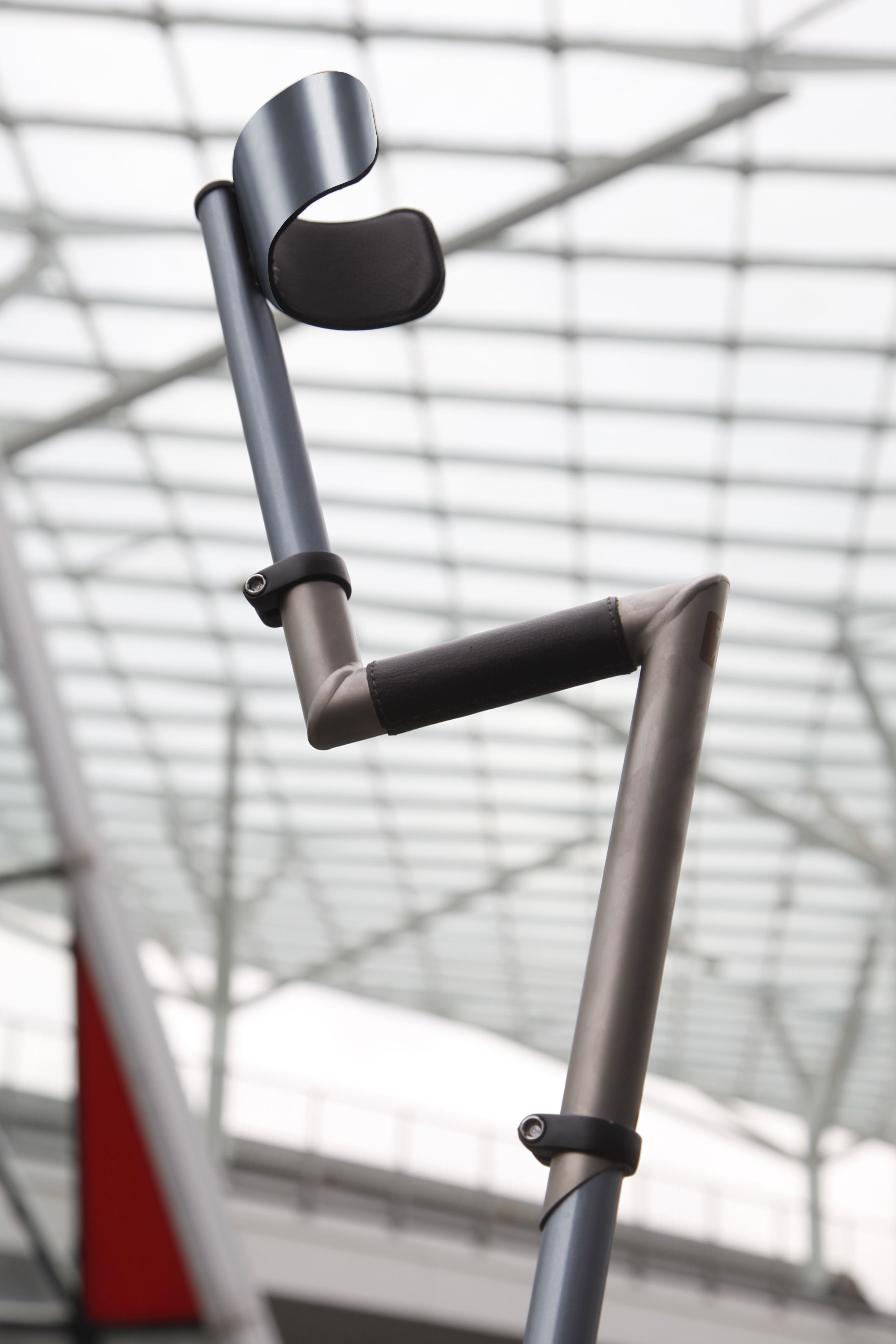
Stampella a zeta Tompoma